# Pečovská Nová Ves
Pečovská Nová Ves (Hongaars: Pécsújfalu) is een Slowaakse gemeente in de regio Prešov, en maakt deel uit van het district Sabinov.
Pečovská Nová Ves telt 2.424 inwoners.